# Armen Race
L'Armen Race est une course à la voile organisé tous les ans par la Société nautique de La Trinité-sur-Mer. Elle se déroule à la Trinité-sur-Mer, c'est une boucle dans le Golfe de Gascogne :  la Trinité-sur-Mer – l’occidentale de Sein (phare d'Ar-Men, d'où le nom de la course) – Belle-Île – L’île d’Yeu – La Trinité sur Mer. Le parcours est sujet à changements en fonction des conditions météorologiques.
Elle est ouverte aux catégories suivantes :
- Multicoques : Ultime, Mod 70, Multi 50’, autres multicoques d’une longueur minimum de 30 pieds
- IMOCA
- Class40
- Classes Monotype, variables selon les années : Pogo 8.50 – First 31.7
- IRC 0, 1, 2, 3, 4 en équipage
- IRC Double
- Osiris
- Mini 6.50

## Palmarès

### Année 2011
- Toutes classes : Gitana 11 (Ultime) skippé par Sébastien Josse
- IMOCA : SAFRAN (Marc Guillemot)
- Multi50 : Crêpes Whaou!' (Franck-Yves Escoffier)
- Class40 : Exedra (Patrice Bougard / Gilles Dadou)
- Multi 30+ : Acapella (Charlie Capelle)
- IRC Double : Team Winds (Antoine Croyère et Jérôme Croyère)
- IRC 0 : Qualiconsult (Jacques Pelletier)
- IRC 1 : Codiam (Nicolas Loday)
- IRC 2 : Gaia (Alexandre Mercier)
- IRC 3 : Miss J (Frédéric Guillemot)
- IRC 4 : Bateaux Mouches du Pont de l'Alma (Jacques Amedeo)

### Année 2012 (La course s'appelle Ingerop ArMen Race)
- Ultime : Sodeb'O (Karine Fauconnier)
- Mod70 : Foncia (Michel Desjoyeaux)
- IMOCA : Safran (Marc Guillemot)
- Multi50 : Actual (Yves Le Blevec)
- Multi30+ : Corsair Marine (Aymerich de Chazelles)
- IRC Double : Groupe 5 (Patrice Carpentier et Philippe Miller)
- IRC 1 : Cartouche (Nicolas Groleau)
- IRC 2 : Courrier Vintage (Géry Trentesaux)
- IRC 3 : J Crois Pas (Philippe Tostivint)
- IRC 4 : Anegada (Philippe Girardin)
- Pogo 8.50 : Corto (Xavier Henry de Villeneuve)

### Année 2013
(4e édition de la course)
- Ultime : Maxi Solo Banque populaire VII skippé par Bertrand Pacé en 12 h 40 min
- Mod70 : Edmond de Rotschild (Sébastien Josse)
- Class40 : Gdf Suez (Sébastien Rogues)
- Multi50 : Maître Jacques (Loic Fequet)
- Multi30+ : Corsair Marine (Aymerich de Chazelles)
- IRC Double : Groupe 5 (Patrice Carpentier et Michel Sauget)
- IRC 1 : Paprec Recyclage (Stéphane Névé)
- IRC 2 : --
- IRC 3 : Swinhoe (Philippe Vicariot)
- IRC 4 : Anegada (Philippe Girardin)
- Osiris : Petit Prince 2 (René Berson)
- Pogo 8.50 : Crocus (Alexis Michon)

### Année 2014
En 2014, la course rassemblait 194 bateaux concurrents, soit près de 700 navigateurs, soit un record de participants depuis sa création. Pour la première fois, la course est ouverte à la classe Mini, les bateaux de 6,50 m. Yves Le Blevec remporte le trophée en série Multi 50 sur Actual tandis que Sidney Gavignet sur Musandam-Oman Sail, gagne en Mod 70 contre le seul autre engagé de la catégorie « Ultime », Gitana (Groupe Edmond de Rothschild) après un parcours de 310 milles.
- Ultime : Oman Sail (Sidney Gavignet)
- IMOCA : Imagine (Armel Tripon)
- Class40 : Stella Nova (Yvon Berrehar)
- Multi50 : Actual (Yves Le Blevec)
- Multi30 : Bilfot (Jean-Paul Froc)
- IRC Double : Merlin (Eric Morvan et Benoît Champanhac)
- IRC 1 : J Lance 9 (Didier Le Moal)
- IRC 2 : Hey Joe (Antoine Croyère)
- IRC 3 : Quattro Assurances (Jean-Luc Girard)
- IRC 4 : Ty Zotje (Guy Roussel)
- Osiris : Nota Bene (Gilles Sabatier)
- Pogo 8.50 : Crocus (Alexis Michon)
- Class Mini (proto) : Wild Side (Luke Berry et J. Riechers)
- Class Mini (série) : www.damien-cloarec.fr (Damien Cloarec et Yannick Le Clech)

### Année 2015
L'édition 2015 réunit 157 bateaux concurrents répartis sur 3 parcours différents. Paul Meilhat remporte la victoire sur SMA en catégorie Imoca, la victoire en Class40 revient à Thibault Vauchel Camus sur Solidaire en Peloton, Erwan Le Roux gagne en Multi 50 sur FenetreA - Prysmian, tandis que Roland Jourdain s'impose dans la catégorie des Ultimes sur le MOD70 Musandam Oman Sail.
- Ultime : Musandam Oman Sail (Roland Jourdain)
- IMOCA : SMA (Paul Meilhat)
- Multi50 : Fenetrea Prysman (Erwan Le Roux)
- Multi30 : No Limit Yacht (Yann Marilley)
- Class40 : Solidaires en Peloton ARSEP (Thibaut Vauchel-Camus)
- IRC Double : Cifraline 4 (Philippe Machefaux et Alexandre Ozon)
- IRC 1 : Goa (Samuel Prietz)
- IRC 2 : Lann Ael (Didier Gaudoux)
- IRC 3 : Nauti-Stock.com (Gérard Quenot)
- IRC 4 : Anegada (Philippe Girardin)
- Osiris : Pari Voile (Christophe Lebas)
- Pogo 8.50 : Hyperion (Hervé Guillemot)
- Class Mini (proto) : Wild Side (Luke Berry et J. Riechers)
- Class Mini (série) : www.damien-cloarec.fr (Damien Cloarec et Yannick Le Clech)

### Année 2016
En 2016, 177 bateaux participent à la course, dont 48 en double. C'est Thomas Ruyant qui s'impose en Imoca sur Le Souffle du Nord, Massimo Juris remporte l'édition Class40 sur Colombre XL, en Multi 50 c'est Gilles Buekenhout, seul engagé de la catégorie, qui s'impose sur Nootka.

### Année 2017
La course est désormais appelée Armen Race USHIP, elle rassemble 201 équipages soit le nouveau record de participation. En Imoca Paul Meilhat l'emporte sur SMA, la catégorie Class40 voit la victoire de Burkhard Keese sur Stella Nova, Armel Tripon s'impose sur Réauté Chocolat en Multi 50, enfin François Gabart sur Macif remporte la course en Ultimes.

### Année 2018
La 8e édition rassemble 163 équipages inscrits avec 49 abandons.

### Année 2019
La course des Ultimes est remportée par Thomas Coville sur Sodebo Ultim 3.

### Année 2020
Pour la 10e édition, l’arrivée est faite à Lorient, le dimanche 6 septembre, pour les 117 équipages inscrits. Cinq équipages ont abandonné et un seul est arrivé hors temps.

### Année 2021
En raison de la Pandémie de Covid-19, l'édition prévue au mois de mai, est annulée.

### Année 2022,11eédition
L'épreuve s'est déroulé du 26 au 29 mai 2022 avec 140 bateaux.
- Ultime (3 inscrits, 270 milles) : Yves Le Blevec (Anthony Marchand, Yann Eliès, Paul Meilhat, Clément Bourgeois et Alan Pennaneac’h) sur Actual[10]

### Année 2023,12eédition
- Ultime : Anthony Marchand sur Actual en 17 h 43 min 40 s, seul participant dans cette classe
- Ocean Fifty : Armel Tripon sur Les P'tits Doudous en 23 h 56 min 4 s, seul participant dans cette classe
- Class40 (17 inscrits) : Achille Nebout et Gildas Mahé sur Amarris en 1 j 5 h 16 min 45 s[11]
- IMOCA : Arnaud Boissières sur La Mie Caline en 1 j 7 h 8 min 28 s, seul participant dans cette classe
- Figaro Bénéteau 3 (8 inscrits) : Benoit Tuduri sur En cavale en 1 j 13 h 20 min 54 s

### Année 2024,13eédition
L'épreuve s'est déroulée du 9 au 12 mai 2024 avec 156 bateaux inscrits.
- Ocean Fifty (2 inscrits) : Sébastien Rogues sur Primonial en 22 h 51 min 7 s
- Class40 (4 inscrits) : Nicolas Guibal et Simon Kervarrec  sur Esatco en 1 j 12 h 31 min 17 s
- Class Mini (série, 3 inscrits) : Martin Brochard et Gaëtan Falc'hun sur Martin d'eau douce en 2 j 5 h 42 min 32 s

### Année 2025,14eédition
L'épreuve se déroule du 28 mai au 1er juin 2025, une édition marquée par l'absence de vent et une course très lente,,.
- Ultime (2 inscrits, 200 milles) : Armel Le Cleac'h sur Banque populaire XI en 29 h 29 min 6 s
- Ocean Fifty (5 inscrits) : Erwan Le Draoulec, Tanguy Le Turquais et Tom Laperche sur Lazare en 1 jour 7 h 10 min 19 s
- Class40 (8 inscrits) : Damien Jenner, Jérome Lesieur et Stéphane Le Diraison sur Kpler en 1 jour 17 h 56 min 51 s